# BM73

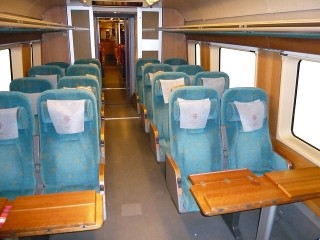
BMU73 - Classe standard

La NSB BM73 est une automotrice électrique norvégienne de quatre caisses (quadricaisse), et opérant sur le réseau de la NSB sur les longs trajets. Elle ressemble par ailleurs beaucoup à la rame tricaisse BM71. Autrefois, ces trains étaient construits en tant que "Signatur" par la compagnie ferroviaire, qui projetait de les faire rouler comme des trains à grande vitesse.

## Caractéristiques
Les BM73 furent construites de 1997 à 1998 par ADtranz et la première des 16 machines de la série A spécifiées sur des réseaux longue-distance entra en service sur la ligne Sørlandsbanen. Malheureusement, les trains ont connu des problèmes, les plus sérieux étant sur les essieux. Le 10 juin 2000, un de ces essieux cassa à Nelaug, causant le déraillement du train. Heureusement, celui-ci roulait lentement donc les dégâts humains ne furent pas sérieux, mais les rames nécessitèrent dès lors certains ajustements. Les BM73 tirent désormais de nombreux trains régionaux sur les lignes Bergensbanen, Dovrebanen et Sørlandsbanen. Ces trains sont composés de 1 ou 2 rames de 4 voitures chacune.
La série B est composée elle de six autres BM73 qui entrètrent en service en 2002. Ces trains comportent une autre caractéristique: ils possèdent une plus forte capacité en voyageurs, avec des sièges remplaçant certaines des commodités comme la salle de jeux pour les enfants. Ils sont utilisés sur des courtes distances sur la Østfoldbanen.

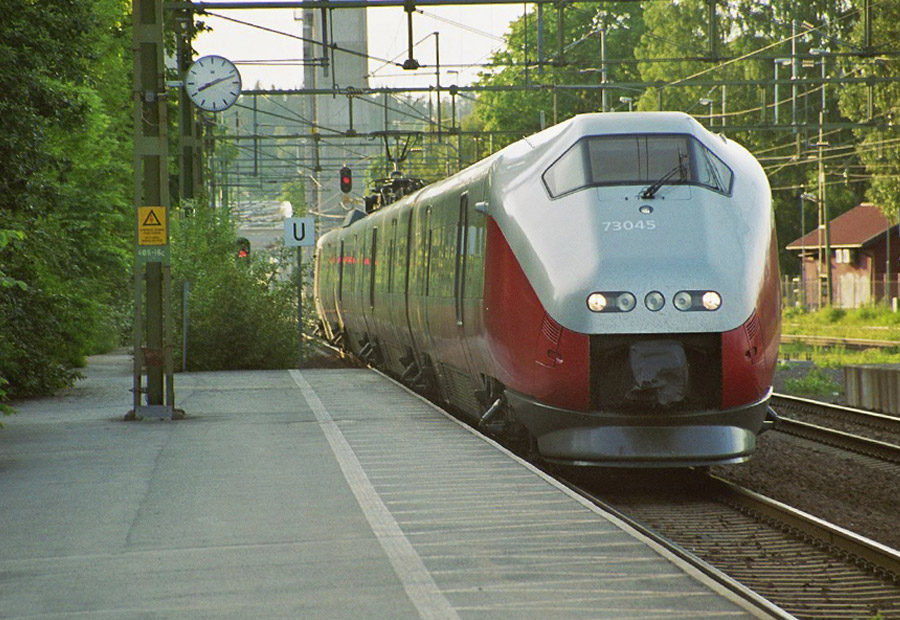
Une rame BM73 Série B entrant à Trollhättan.